# Přijela k nám pouť
Přijela k nám pouť je československý filmový muzikál pro děti režisérky Věry Plívové-Šimkové z roku 1973. Obsahuje mnoho písniček; tu s názvem „Přijela pouť“ zpívá Karel Gott. Premiérově jej promítali 15. listopadu roku 1974. Pouť získala řadu tuzemských i zahraničních ocenění a pomohla tak režisérce Plívové-Šimkové vstoupit do Dvorany slávy českého filmu.

## Obsah
Příběh prvního českého muzikálu pro děti je o ztrátách, radostech dětství, a návratech. Dvě nerozlučné kamarádky rozdělil památník ve kterém měla každá z nich nenahraditelnou vzpomínku. Pouť se každoročně vrací. Kamarádky k sobě po roce opět nalézají cestu.

## Obsazení
| Renata Mašková    | Markéta                |
| Roman Čada        | Janek                  |
| Yvetta Kornová    | Žaneta                 |
| Renáta Kolářová   | Nanynka                |
| Zuzana Bydžovská  | Vendulka               |
| Ivana Maříková    | Anička                 |
| Ľudovít Króner    | Tony                   |
| Luděk Šnajdar     | Černoocko              |
| Zdena Hadrbolcová | matka                  |
| Václav Kotva      | dědeček                |
| Libuše Šafránková | učitelka               |
| Karel Ausprunk    | Sprat                  |
| Petr Starý        | fotbalista ze Skuhrova |
| Dana Sindílková   | Bětka                  |
| Václav Vydra      | voják                  |